# جانوس تاكاس
جانوس تاكاس (بالمجرية: Takács János)‏ هو لاعب تنس الطاولة مجري، ولد في 5 ديسمبر 1954.